# پروانه‌ماهی هشت‌نواره
پروانه‌ماهی هشت‌نواره (نام علمی: Chaetodon octofasciatus) نام یک گونه از سرده پروانه‌ماهی است.